# Сабела Колби
Сабела "Сабел" Скот Колби је измишљени лик из АБЦ-ове телевизијске серије Династија и њеног огранка Колбијеви, стим што су прву створили Ричард и Естер Шапиро, а другу они и Ајлин и Роберт Полок. Тумачила ју је Стефани Бичам, а лик је уведен у Династији 13. новембра 1985. године у дводелној епизоди „Титани” као чланица високог друштва и супруга богатог генералног директора из Калифорније Џејсона Колбија (Чарлтон Хестон). Бичамова је после била у главној постави у серији Колбијеви у обе сезоне од 1985. до 1987. године. После се поново појавила као Сабел у деветој и последњој сезони Династије од 1988. до 1989. године.

## Развој
У марту 1985. године, АБЦ је најавио да је огранку Династије под називом Колбијеви о ком се причало дато зелено светло и да ће почети следеће сезоне. Чарлтон Хестон је добио улогу главе породице Џејсона Колбија у јулу 1985. године, а најављено је да ће се Колбијске варијанте Кристал (Линда Еванс) и Алексис Карингтон (Џоан Колинс) звати Андреа (што је касније промењено у Франческа) и Сабел. Феј Данавеј, Енџи Дикинсон, Елизабет Ешли и Дајана Риг су одбиле улогу Џејсонове супруге Сабел.. У августу 1985. године, продуценти су дали улогу бротанској глумици Стефани Бичам, "имену домаћице" која је играла насловну улогу у ИТВ-овој драми Кони.
Како је била на одмору ппосле играња безобзирне пословне жене Кони, Бичамова је замало одбила да се врати у Лондон на аудицију за Ќолбијеве. Била је присиљена да се врати кад јој је кућна помоћница заборавила кључеве кући. Бичамова је била у петак на проби, у Лос Анђелес је одлетела следеће недеље, а у гардероби је била већ наредног дана. О аудицији је рекла: "Онакво ђубре нисам у животу видела". Бичамова је касније рекла да је главни разлог за играње у Колбијевима била плата која је била 20000 долара по епизоди. Бичамова је рекла да су она и Хестон били "јако љупка екипа" и да је "оно што је заправо ласкаво било то што се екипа увек окупљала да би гледала прво приказивање наших призора, не само зато што су морали". Бичамова је била потпуно глува на десно уво, а 70% је чула на лево па је зато била са десне стране глумцима у што је могуће више призора.

## Изглед
Бичамова је почела да тумачи Сабел у серији Династија, у епизодама „Титани (1. део)” и „Титани (2. део)” које су емитоване једна после друге 13. новембра 1985. године. После је постала чланица главне поставе серије Колбијеви која се емитовала у две сезоне од 20. новембра 1985. године до 26. марта 1987. године. Бичамова је насније тумачила Сабел у деветој и последњој сезони серије Династија од 1988. до 1989. године.

## О лику
Џаспер Рис из Телеграфа је написто 2016. године да ће "Стефани Бичам увек бити испеглана плавуша и раменаста заводница Сабел Колби". Барбара Холсопл из Пидсбуршких новина је назвала Сабел "сплеткарошицом" и "заводницом" и да је као Џејсонова супруга била узрујана тиме што је њена заова Констанц Колби (Барбара Стенвик) дала своје деонице из друштва свом братанцу Џефу (Џон Џејмс), а не њеној и Џејсоновој троје деце. Дејвид Валас из часописа Људи је описао Сабел као "лукаву", сетивши се како је прво покушала да реши Констанц кад је прво пробала да је прогласи неспособном па и лабављењем седла на коњу. Једна од твораца Династије Естер Шапиро рекла је за Бичамову: "Волимо њене патријархалне квалитете. Упркос Сабелиној мутној страни, разумесе зашто би велики тајкун остао ожењен њом". Валас је описао Бичамову као "живу ватру серије" и написао је да она "можда може да покаже Џоан Колинс шта значи права женска сплеткарошица". У фебруару 1986. године, Бичамова је рекла да би сукоб Сабел и њене сестре од тетке Алексис (Колинс) можда био "добрано забаван". Бичамова је 2012. године изнела опаску да су она и Колинсова "осетиле да представљају осамдесете".
Бичамова је рекла за Сабел: "Кад она претера, може свашта да буде. Ја сам дозволила Сабел да буде неуротичнија и неуротичнија... она је такав ужас". Бичамова се сложила да може бити изазов да се тумачи неко са толико осећања, али је рекла да је Сабел "готово троразмерно људско биће".

## Приче

### Династија

#### Сезона шест
Колбијеви су из Лос Анђелеса дошли у Денвер како би прославили нови пословни подухват са нафтним тајкуном Блејком Карингтоном (Џон Форсајт) 1985. године у епизодама „Титани (1. део)” и „Титани (2. део)”. Сабел је супруга тајкуна Џејсона Колбија и мајка њихово троје деце Мајлса (Максвел Колфилд), Монике (Трејси Скоџинс) и Блис (Клер Јарлет).

#### Сезона девет
Сабел се вратила у Денвер у епизоди „Додир Сабел”. Онда је налетела на своју сестру од тетке Алексис Коллби која се спријатељила са њеним богатим пријатељем Хамилтоном Стоуном (Кристофер Ним) како би јој помогао да врати своје бродове које су задржали у једној Афричкој држави Натумбеу. Сабел је почела да мува Алексисиног супруга Декса Декстера (Мајкл Нејдер) у епизоди „Вратила се” што је њега забављало. У епизоди „Алексис у Земљи блуда”, Стоун је задобио Алексисино поверење, а Сабел је искористила његово унутрашње знање о пословању друштва "Колби" како би покушала да преузме управљање над Алексисиним танкерима. Кад је добио задатак да прода Алексисин хотел "Карлтон", Декс га је несвесно продао Сабел у епизоди „Свака слика прича своју причу”. Кад јој је Фалон показала слику на којој су Блејк и мртвац недавно пронађен у језеру Карингтонових, Сабел јој је предложила да разговара са својом мајком о његовом имену. Сабел је рекла Блејку да ће бити уз њега ако прича изађе на видело јер је мртвац Роџер Грајмс (Џ. Еди Пек), Алексисин љубавник од пре 25 година. Сабелино пријатељство са Блејковом супругом Кристал се продубило у епизоди „Женидба”. Кристал је препознала човека кога је Сабел послала да рони, Гибсона (Стен Селс), па му је Сабел рекла да обустави све. У епизоди „Џинџер пуца”, Џеф је оптужио Сабел да покушава да замени Кристал у улози Блејкове супруге. Кад је открио подземни пролаз, Гибсон је наставио своју истрагу, али га је из Денвера отерала Сабел у епизоди „Делта Во”.
Сабел и Декс су почели да се мувају пошто су независно једно од другог почели да проверавају рачуновођу друштва "КОлби" Фрица Хита (Кенет Тигар) до коцкарнице. У епизоди „Танкери, прилика за лешеве”, Семи Џо Карингтон (Хедер Локлер) је препознала Гибсона као човека ког је Кристал описала, а Гибсон је припретио Сабел да га извуче из полиције. Алексис је мувала Декса да би га одвукла од Сабел, али је убрзо она почела да зачикава Алексис новостима да јој је преузела танкере. Блејк је разговарао са Гибсоном у епизоди „Све је на Дексу” и сазнао је да га је Сабел унајмила. Затим је оптужио Сабел да је то радила по наредби свог бившег супруга Џејсона, али му је она све објаснила. Алексис је стигла и заклела се да ће их обоје уништити. Хит је запретио Сабел кад му је подигла коцкарски дуг па је она пала Дексу у загрљај. У епизоди „Вирџинија одлучује”, Сабел је рекла Блејку и Дексу да је претраживала језеро како би открила шта је Џејсон сакрио тамо. Рекла је да није имала појма да ће Блејку и Дексу штетити њена истрага, а Декс је био дирнут њеном искреношћу. Љубоморна на Дексово занимање око Сабел, њена тајнице Џоана Силс, (Ким Тери) се спријатељила са Адамом Карингтоном (Гордон Томсон). Сабел је запретила Хиту да ће открити да је проневерио новац из друштва "Колби" уколико јој не помогне да избаци Алексис из посла. Он је захтевао 5 милиона за тај податак, а кад му се Сабел насмејала, он је потегао пиштољ на њу. Сабел је успела да убеди Хита да спусти пиштољ у епизоди „Кућа пропалог сина”, а он јој је онда објаснио како може да уништи друштво "Колби". Узнемирена због сусрета, Сабел је отишла код Декса па су провели ноћ заједно. Сабел је преиспитала Џоанину оданост кад је она потегла пизање што се она убацила између ње и Декса, а Декс је касније одбио Џоанино мување. Сабел се извинила Дексу за проведену ноћ и рекла му је да поштује његову љубав према Алексис. Али упркос обостраним уверењима да им проведена ноћ није знаичла ништа, они су поново завршили у кревету. Адам је покушао да смува Џоану да шпијунира Сабел за њега и Алексис у епизоди „И син се уздиже”. Сабелине сумње у вези Џоане су се потврдиле кад ју је видела како улази у Адамову собу. Сабел је питала Декса да ли ће изабрати Блејка или Алексис ако уђу у рат, а Џоана је прихватила Адамову понуду.
Сабелина ћерка Моника је дошла у госте у Денвер, а Сабел ју је убедила да остане и помогне јој да уништи Алексис. У епизоди „Грајмс и казна”, Џоана је рекла Адаму све што зна о Сабел. Алексис је открила потресеној Сабел да су јој танкери уништени, а Сабел се заклела на освету. Алексис је остала сломљена кад је сазнала да је Декс спавао са Сабел, а Моника је покушала да убеди Џефа да буде на Сабелиној страни ако дође до рата између ње и Алексис. У епизоди „Греси оца”, Алексис је осећајно сломила Дексова прељуба са Сабел. Кад је видела слику коју је Роџер Грајмс поклонио Алексис, Сабел је закључила у чему је тајна језера. Блејк је признао њој и Дексу да је испод језера скривено нацистичко благу у виду уметнина до којег је случајно дошао његов отац, а који су породице Карингтон, Колби и Декстер крили како би сачували свој углед. Благо је нестало у епизоди „Прича о траци”, а Блејк је замолио Сабел да сазна шта можда Алексис зна о томе. Џеф је упозорио Блејка да не верује Сабел. Сабел је подигла тужбу против Алексис којом је намерила да је упропасти. Алексис јој је дала на знање да зна неке тајне о њој. Сабел је открила да је код Алексис једна слика у епизоди „Нема ту костију” па је убедила процењивача да јој каже да не вреди ништа. Сабел је открила да је трудна у епизоди „Ево га син”, али није могла да каже Дексу да је отац. Свађа између Џефа и Адама у епизоди „Бљесак из прошлости” натерао је Алексис да открије пред Сабел и Моником да Џејсон није Мајлсов и Моникин отац. Бесна Сабел је напала Алексис. Сабел је рекла Дексу да је отац детета, али је одбила његову понуду да заједнички гаје дете. Сабел се поверила Блејку да су близанци Мајлс и Моника плод силовања. Кад је сазнала за нацистичко благо, Алексис је понудила Блејку да га поштеди свега у епизоди „Цака 22” ако Сабел одустане од тужбе против друштва "Колби". Сабел је пристала. Касније је Сабел сведочила тучи Декса и Адама у хотелу "Карлтон" због чега је Декс одгурнут на Алексис па су обоје пали са балкона.

### Колбијеви

#### Сезона један
На почетку серије у епизоди „Прослава”, Колбијеви су се вратили у Лос Анђелес, а Сабел је била узнемирена што је Џејсонова сестра Констанц дала своје деонице свом братанцу Џефу, а не њеној и Џејсоновој троје деце. Џејсон јој је само рекао да се не меша, али је она покушала да увери Констанц да је погрешила, али није успела. Сабел се забринула јер се нико није чуо са Мајлсом, а Моники је рекла да ће тешко Џејсон да се опходи према њој као према мушкарцу. У епизоди „Завера ћутања”, Колбијеви су се изненадили кад се Мајлс вратио кући ожењен Рендал за коју знају да је Фалон Карингтон (Ема Самс) која је изгубила памћење. Сабел се одушевила што је њен син оженио једну наследницу. Сабел се вратила сестра Франческа (Катарин Рос), Џефовом мајком и супругом Џејсоновог брата Филипа, али се јасно надала да неће остати дуго у граду. У нади да ће повезати Фалон са Мајлсом, Сабел је предложила Фалон да пораде на детету што је пре могуће у епизоди „Тренутак истине”. Сабел је оптужила Франки да се заверила са Констанц да би се Џеф окористио. Франки је хтела да оде из града, али ју је Џејсон са којим је имала прељубу пре много година убедио да остане. Сабел је налетела на Џејсонову здравствену документацију и потресла се кад је сазнала да он умире, али није знала да му је лекар рекао да је упитању грешка. Сабел се извинла Франки у епизоди „Породични албум” у нади да ће предомислити Констанц у вези деоница које је дала Џефу. Сабел је сазнала да је једини начин да оповргне Констанцину одлуку да је прогласи неспособном. Кад је Констанц последњи пут одбила Сабел, она се обратила Џејсону због лажне бриге око Констанциног стања ума. Сабел је постала сигурна да се Зек занима за њу само да би се осветио Џејсону, али је почео да јој се свиђа. Сабел је наставила своје планове да прикаже Констанц сенилном у епизоди „Сенка из прошлости”. Сабел је олабавила седло Констанц, али је истала ужаснута кад је Франки преузела коња и повредила се. Констанц је ипак почела да сумња у себе.
У епизоди „Подељена кућа”, Џејсон се поверио Франки да је Сабел постала јако алава и себична, али га је Фрнаки охрабрила да поради на свом браку. Сабел је сазнала за Констанциног тајног дечка Хача Коригана (Џозеф Кампанела) па је помислила је помислила да је он преварант који јој извлачи новац. Зек је наставио да јури Сабел, али га је она држала на безбедној удаљености. Џејсону је рекла да је предузела прве кораке да Констанц прогласе умно неспособном. Сабел је покушала да оправда своје поступке Џејсону у епизоди „На окупу”, али се њему није свидела њена промена па се заклео да ће се борити на Констанциној страни. Фалон се памћење вратило, а Сабел није била срећна кад је Мајлс њој понудио да се разведу. Сабел је рекла Констанц да може да избегне суд ако повуче свој поклон Џефу, али је она одбила. Сабел је рекла Франки да узме Џефа и оде из града да би она сачувала Мајлсов и свој брак. Кад је сазнао за Сабелину тужбу, Џеф се обратио Констанц и понудио да врати деонице у епизоди „Пали идол”, али је она одбила. Сабел је отишла код Зека у стан да погледа једну слику и одбила је његово удварање. Сабел се извинила Франки због своје злобе, а иако је Џејсон хтео да да свом браку другу прилику, он се предомислио кад је Сабел одбила да повуче тужбу. У епизоди „Писмо”, Зек је купио једну скупу слику за Сабел која је одбила да јој је поклони, али је све довело до пољупца. Сабел је случајно ударила Констанц колима, а онда је проншала писмо које је Констанц покушала да уништи у коме пише да Џеф можда није Филипов син. Иако је Констанц имала само потрес мозга, Сабел се покајала у епизоди „Преокрет”. Онда је повукла своју тужбу и хтелда да се помири са Џејсоном, али је он рекао да је касно.
Сабел је одбила да узме слику од Зека. Потресла се кад је пијани Мајлс поменуо Џејсоново и Франкино узајамно привлачење. Сабел је запретила Џејсону да се не разводе или ће открити све Франкине индискреције, али Џејсон није попустио. Сабел је открила писмо око тога ко је Џефов отац у епизоди „Дете четвртка”, али је Франки уверила Џефа да је Филипов син. Сабел се разбеснела јер је Зек преварио њену породицу, али није успела да обузда то што је он привлачи. У епизоди „Пакт”, Савел је запретила да ће искористити писмо против Франки ако Џеф не остави Фалон. Џејсон је пристао да се не разводи од Сабел ако она не крене да судски докаже да Џеф није Колби. У епизоди „Фалонин избор”, Констанц је открила да јој је Сабел подметала да би изгледало да би изгледало као да је заборавна. Кад је Фалон изабрала Џефа уместо Мајлса, Сабел је дала писмо Мајлсу који се намерио да га искористи на суду против Џефа. Џејсон је окривио Сабел што је показала писмо Мајлсу у епизоди „Суђење”, а ни он ни Констанц нису могли да убеде Мајлса да одустане од тужбе. Сабел је назвала Франки курвом у јавности. У епизоди „Терет доказа”, Сабел се на суду запањила кад је Џејсон изјавио да је он Џефов отац и заклела се да му никада неће опростити. Зек је утешио Сабел. Она и Џејсон су се договорили да се разведу у епизоди „Кућа мог оца”, а Франкин предлог за помирење је одбила. Сабел је хтела кућу кад се разведе што је Џејсон био вољан да јој да, али Констанц није хтела да јој прода своју половину. Упркос свему што јој је Џејсон урадио, Сабел није могла да спава са Зеком. Она је провела платонску ноћ код њега у поткровљу, а Мајлс је остао затечен кад ју је тамо затекао. У епизоди „Изгнаник”, Сабел се ужаснула на саму помисао Џефове и Фалонине свадбе, а Џејсон је навалио да је она спреми. Сабел је објаснила Мајлсу због чега је била код Зека, а онда се посвађала са Фалон око уређивања свадбе. Констанцин лични истражитељ је снимио  Зеково признање да жуди да спава са Сабел. Сабел је разбеснела Џејсона кад је поново напала Франки.
У епизоди „Свадба”, Сабел је замолила и Зека и Мајлса да не иду на Џефову и Фалонину свадбу, али су обојица отишли. Сабел се понадала да ће спасти брак када је било јасно да још увек привлачи Џејсона. Сабел је била очајна кад су ухапсили Мајлса због убиства, па је потражила утеху у Џејсону у епизоди „Медени месец”. Знајући да ће раздражити Сабел, Констанц је позвала Франки да се усели у кућицу на базену. Како је већ била бесна на Сабел, Франки је пристала. Сабел се ужаснула кад јој је Мајлс рекао да се онасвестио и не зна да ли је починио убиство или не. Сабел је рекла Зеку у епизоди „Двострука опасност” да с енада да ће се помирити са Џејсоном. Сабел је покушала да се помири са Констанц која је мислила да она и даље нешто смера. Сабел је начула Франки кад је говорила Констанц да се развела. У епизоди „Породична ствар”, Сабел није успела да увери Констанц у своје добре намере, али је успела да се приближи Џејсону кад је изразила забринутост за Џефа који је такође ухапшен због убиства. Кад је посведочила хемији између Џејсона и Франки, Сабел се побринула да увери Франки да се помирила са Џејсоном и да су провели ноћ заједно, али није признала да зна да се Франки развела. Како је веровала да Џејсон и даље воли Сабел, Франки се изненадила кад ју је запросио. Кад су кренули у Грчку да истраже Џефов случај, Џејсону и Франки се придружила Сабел која се сама позвала због скрупулозне подршке. Сабел је мучила Франки појединостима о свом и Џејсоновом обновљеном односу у епизоди „Обрачун”. Сабел се ужаснула кад је почело да изгледа као да је Мајлс побегао по плаћању јемства, а кад се он поново појавио, она му је дала до знања да ће лагати на суду ако треба за његово покриће. Плашећи се да ће се Сабел удружити са Зеком против друштва "Колби" ако се Џејсон разведе од ње, Констанц је дала Џејсону касету са снимљеним Зековим и Сабелиним разговором. У епизоди „Валцер за годишњицу”, Мајлс је одбио Сабелин предлог да почини кривоклетство за њега. Изненађен изненадном прославом годишњице коју је Сабел направила, Џејсон јој је пустио касету и рекао да воли Франки. Џејсон се састао са Зеком за кога је сумњао да је сместио Џефу и Мајлсу па су се рвали око Џејсоновог пиштоља. Сабел се појавила и зарадила метак. У епизоди „Шах-мат”, Џејсона је ухватила кривица кад је у болници сазнао да Сабел може да остане слепа. Зек је рекао Џејсону да воли Сабел, али да га она никада није преварила. Кад су стигле вести да ће се Сабел опоравити, Џејсон јој је због кајања рекао да ће му увек бити посебна па јој је дао касету. Сабел ју је узела, а уверење да је Џејсон напао Зека због ње схватила је као чин љубави. Онда се разбеснела кад јој је рекао да иде у Доминиканску републику да се разведе. Сабел је појурила за Џејсоном да га засутави, али се спотакла и пала низ степенице. Повређена и бесна, она је рекла окружном тужиоцу да ју је Џејсон пребио па су га ухапсили.

#### Сезона два
На почетку друге сезоне у епизоди „Долази олуја”, Сабел је одбила молбе Франки и Мајлса да повуче тужбу против Џејсона. И он ју је исто замолио, а она му је рекла да ће је повући ако он одустане од развода. Сабел је заступник Артур Кејтс (Питер Вајт) јасно рекао да ће Зек морати да сведочи за њу. Она је онда отишла код њега и спавала са њим после чега га је замолила да је подржи на суду, али је он одбио да лаже за њу. Сабел је била бесна и понижена у епизоди „Без излаза”, а кад је видела Џејсона и Франки заједно то је покренуло још једну љутину на Франки. Разочарана, Сабел је потражила савет од Монике и рекла јој да је лагала полицију у вези Џејсона и да хоће да повуче тужбу. Џејсон се посвађао са Зеком уверен да је он подржавао Сабелине поступке, али је сазнао да је он одбио да лаже за Сабел. Сабел је послушала Артуров савет и повукла тужбу, а како би избегла правне последице, она се позвала на привремену умну неспособност због пуцњаве. Породице је била срећна због Сабелине одлуке, али је Џејсон био уверен да је она то урадила само зато што Зек није хтео да је подржи. Франки је била изненађена кад је Џејсон избацио Сабел из виле, али се ова онесвестила пре него што је стигла да оде. У епизоди „Џејсонов избор”, лекар је посаветовао породицу да Сабел мора да мирује у кревету бар недељу дана. Сабел је одлучила да је најбоље да оде, али су Мајлс, Моника и Блис замолили Џејсона да остане у вили. Џејсон је пристао ако се она не буде противила разводу. Она је прихватила, али Франки није била срећна због тога. Џејсон је дао хартије за развод брака Сабел у епизоди „Проводаџија”, а Зек хотел "Ексцелсиор" који је купио од Доминик. Зек је понудио да научи Сабел како да искористи моћ коју ће добити на начин на који ће окончати развод.
Сабел је подржавала Мајлса да ес одлучи у вези своје нове девојке Ченинг Картер (Ким Морган Грин), али није знала да је њу послао њен стриц Лукас (Кевин Макарти), иначе безобзирни издавач који ју је послао да шпијунира породицу Колби изнутра. Кад је Ченинг пристала да се уда за Мајлса и рекла Лукасу да више неће шпијунирати за њега, он ју је опањкао лажима код Сабел која га је повела са собом у Лас Вегас да спрече свадбу. Кад је сазнала за њихов план, Ченинг је убедила Мајлса да се одмах венчају у епизоди „Нешто старо, нешто ново”. Пошто су стигли касно, Сабел је упозорила Ченинг да не повреди Мајлса као Фалон. У епизоди „Гала”, Зек је посаветовао Сабел да тражи деонице разреда Ц у бракоразводној парници, а Артур јој је предложио да заузврат да Џејсону брз развод. Сабел је убеђивала Џејсона да да Мајлсу место у одбору предузећа "Колби", али је он навалио да Мајлс прво докаже да је озбиљан у вези брака. Сабел је убеђивала Ченинг да затрудни што пре може, али она није хтела, али се забринула кад је видела да је Мајлсу и даље стало до Фалон. Док је истраживала Ченингину плодност у епизоди „Крвне везе”, Сабел је случајно открила да није сигурно ко је отац Фалониног другог детета па је закључила да би отац највероватније могао да буде Мајлс. У епизоди „Обмане”, Мајлс се разбеснео кад је Сабел открила да је он можда отац Фалониног детета. Сабел је пратила Џејсона и Франки у Брисел у епизоди „А дете је четврто”. У епизоди „Жеља за слободом”, Сабел је помогла да убеде Џејсона да помогне Блисином дечку и руском балетану Кољи Ростову (Адријан Пол) да пребегне у САД. У епизоди „Светиња”, Сабел је сазнала да је син сенатора Кеша Кесидија (Џејмс Хјутон) његове супруге Адријан (Шена Рид) Скот (Колеби Ломбардо) у ствари Моникин син ког је дала на усвајање пре осам година. Моника је то потврдила Сабел и саветовала је да не каже још Џејсону. У међувремену, Сабел је подржавала Мајлса да реши своје недавне несугласице са Ченинг јер ће му требати супруга да би добио старатељство над Фалониним дететом. Бесна на Артура што јој је крио за Моникино дете, Сабел га је натерала да сада среди ствар. У епизоди „Моћне стране”, Сабел је Моники иза леђа отишла код Адријен и замолила је да да Скота како би Џејсон добио прво унуче. Адријан је одбила па се после истресла на Моники, а ова је упозорила Сабел да јој се не меша у живот.
Уз Зекову помоћ, Сабел је створила јаз на свом првом састанку у одбору предузећа "Колби", обрукала Џејсона и рекла му да је она сувласница са Зеком електронског друштва које у Џејсоновом раду на сателиту. У хотелу "Ексцелсиор", Џејсон се сукобио са Зеком што је искористио Сабел као оружје против њега, а Џејсон му је обећао да ће је повући ако га пусти да се прикључи раду. Кад се за Констанц претпоставило да је погинула у паду ваздухоплова у епизоди „Наследство”, Сабел се правила као да ју је то погодило и извинила се Џејсону за све што је учинила Констанц. Сабел се осетила победоносно кад је Констаницна гласачка моћ прешла на Мајлса, али се разочарала јер је он одбио да користи своју нову моћ да јој помогне. Сабел је предложила да Моника каже истину Џејсону о Скоту у епизоди „Изрод”, али је Моника препознала мајчине себичне побуде па јој је забранила да ишта говори Џејсону. Сабел је рекла Зеку да његови напади на предузеће "Колби" штете и њој, а он јој је одговорио вереничким прстеном. Она га је замолила за још времена да одлучи. У епизоди „Потера”, Сабел је покушала да убеди Кеша и Монику да би Скоту било боље без Адријан, која има тешкоћа са завишношћу и која је покушала да се убије. Зек је притисао Сабел око одговора у епизоди „Све се руши”, али је она одјурила код Џејсона кад је сазнала да је замало упуцан. Њу је заболело кад је сазнала да су се Џејсон и Франки верили. Џејсон је покушао да одговори Сабел од удаје за Зека за кога верује да је опасан. Сабел га је уверила да није спремна да иде из брака у брак тако брзо. Кад је Фалон пала низ степенице, њено дете се нашло у опасности у епизоди „Кривац”. Сабел је покушала да смири узнемиреног Мајлса који се више брине да ће изгубити Фалон него дете. Сабел и Франки су пронашле заједничку бригу за дете. Сабел и Моника њу коначно поразговарале о њеној трудноћи и Скотовом рођењу. У епизоди „Фалонино дете”, Сабел је наставила да истражује Адријан и посведочила је кад је Адријан рекла Кешу да ће одвести Скота назад у Вашингтон. Кеш и Моника су поново одбили Сабелино мешање. Џејсон је покушао да убеди Сабел да ће јој сплетке само отуђити децу.
Зек је хтео да му Сабел одговори на просидбу, али се она и даље бавила Џејсоновом и Франкином веридбом. У епизоди „Одговор на молитве”, Сабел је била узнемирена као и Мајлс што Фалонино дете није његово па му је препоручила да се мало одаљи од ње. Сабел и Џејсон су потписали хартије за развод брака пријатељски, али га је Сабел уверавала да неће бити срећан са Франки. Франки се надала да ће решити све са Сабел пре удаје за Џејсона, али она није хтела да јој опрости. Моника и Мајлс су се забринули јер Сабел намерава да се уда за Зека. Док је била у Маракешу са Зеком, Сабел је само мислила на свадбу у Лос Анђелесу. У епизоди „Повратак војника”, Сабел и Зек су кренули да се венчавају кад је она сазнала да се Франкин бивши супруг и Џефов отац Филип (Мајкл Паркс) за кога се претпостављало да је погинуо вратио. Сабел се повезала са њим и уверавала га да Франки воли Џејсона, али је он сумњао у то. Сабел је посведочила кад су се Филип и Франки замало пољубили. Пошто га је Сабел поново израдила, Зек је предложио Адријан да помогну једно другом око тешкоћа које имају. Сабел је одбила Зека у епизоди „Ђавољи заступник” и састала са Филипом у вези тога што жели да поново врате своје бивше брачне другове. Сабел је побеснела у епизоди „Издаје” кад је од Монике сазнала да је Зек покушао да уцени Кеша у вези Скота. Сабел се издрала на Зека и вратила му прстен и заклела се да му се никад неће вратити. Кад је Џејсон изненада дошао кући, Сабел је покушала да га спречи да оде у кућу на базену где је Филип дошао код Франки, али је Џејсон пронашао вереницу и брата у кревету. У епизоди „Ћорсокак”, Сабел је покушала да раздвоји Џејсона и Филипа, али су се њих двојица жестоко потукли. Џејсон се сетио Сабелиних упозорења у вези Франки и захвалио јој се што је покушала да га спречи да оде у кућу на базену и буде повређен. Зек се извинио Сабел због својих поступака, а она је иако је поверовала у његову искреност рекла да га не воли и да хоће да окончају лакрдију. Филип је украо Сабелину приступну картицу предузећа "Колби" и осетљиве податке о Зеку. На крају серије у епизоди „Раскршћа”, Зек је рекао Сабел да је Џејсона хтео да убије Филип што је она пренела Џејсону. Кад је посведочила Моникином срцепарајућем опроштају од Скота, Сабел је покупила малог из школе без питања Кесидијевих и наговорила га да пође кући са њом.